# Roberto Carlos
Roberto Carlos da Silva Rocha známý jako Roberto Carlos [roberto karluš] (* 10. dubna 1973, Garça, Brazílie) je bývalý brazilský fotbalový obránce a současný trenér katarského klubu Al-Arabi SC. Pelé ho roku 2004 zařadil mezi 125 nejlepších žijících fotbalistů.

## Fotbalová kariéra
Značnou část své profesionální kariéry strávil ve španělské lize v dresu Realu Madrid, se kterým čtyřikrát vyhrál La Ligu, třikrát Španělský superpohár, třikrát Ligu mistrů, jednou evropský Superpohár a dvakrát Interkontinentální pohár. V roce 2002 získal s brazilskou reprezentací titul mistra světa. S reprezentací taktéž dvakrát vyhrál Copu América a jednou Konfederační pohár FIFA.
Roberto Carlos se stal velmi populární pro své přímé volné kopy. Nejslavnější přímý volný kop předvedl v zápase proti Francii na turnaji Tournoi de France 1997, kdy dokázal míč nakopnout tak, že obletěl zeď a poté nečekaně zatočil do brány, kde překvapený brankář Fabien Barthez nestihl reagovat.

## Trenérská kariéra
30. září 2011 se Carlos stal dočasným (hrajícím) trenérem Anži Machačkala poté, co byl propuštěn kouč Gadži Gadžijev. Roberto oznámil své plány ukončit aktivní hráčskou kariéru na konci roku 2012, aby mohl pokračovat v klubu v některé sportovní pozici. Oficiálně byl vyjmut z registrační listiny ruské ligy 9. března 2012.
V květnu 2013 se stal hlavním trenérem tureckého klubu Sivasspor, podepsal smlouvu na jeden rok s možností opce.